# 松平昌安
松平 昌安（まつだいら しょうあん）は、戦国時代の武将。大草松平家3代当主。
昌安を俗諱とする資料もあるが実は法号で、実名は信貞。

## 略歴

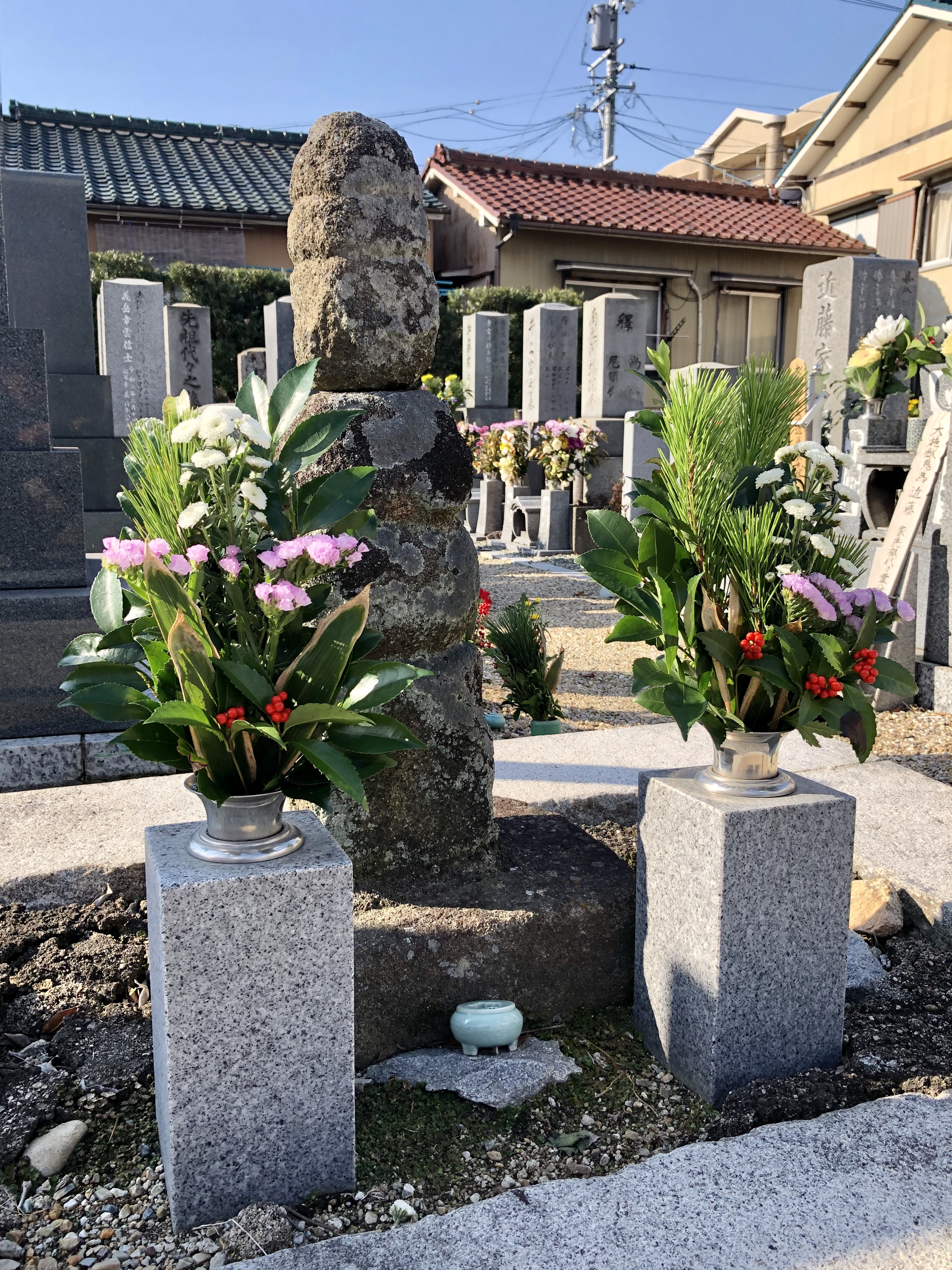
岡崎市魚町の大林寺の松平昌安の墓

大草松平家（岡崎松平家）初代当主・松平光重の子、二代目・親貞の弟だが、『大林寺由緒』は光重の舅にあたる西郷頼嗣の実子だったとする異説を載せている。当初は光重から所領のうち額田郡大草の地を与えられたという。永正年間の争乱で兄の親貞は死去し、嗣子がなかったために岡崎城主の地位を継承した。永正8年（1511年）明大寺成就院へ屋敷地の境界を定める文書を発給している。信貞の娘は碧海郡刈谷から尾張国知多郡を領する有力国人・水野忠政に嫁いでおり、当時の大草松平家の地位が相対的に高かったことを伺わせる。忠政との間には水野信元が生まれている。
大永3年（1523年）安祥松平家の松平信忠が隠退し、その嫡男・清康が新たな惣領となった。信忠の時代は安祥家の求心力が低下した時期であり、桜井家の松平信定を擁する一派があった他、信貞もまた野心を含んでいたとされる。大永2年（1522年）には既に西三河で戦闘が起きており、安祥家と岡崎家の間で戦闘があったことが想起される。大永4年（1524年）松平清康は宇津忠茂の計略を用い、信貞方の山中城を奪い取った。山中城は要害堅固な山城であり、一大軍事拠点を失った信貞は清康に屈服。娘の於波留を清康の妻として差し出して婿として岡崎城を譲渡し、自らは大草に退去することとなった。なお清康の岡崎入りの時系列については、安祥城を離れていた清康が岡崎家に迎えられて婿養子として継承し、次いで安祥家中を掌握したのではないかとする説もある。没年は大永5年（1525年）といわれるが異説もある。